# Akwapanela kolumbijska
Akwapanela kolumbijska (Aguapanela arvi) – gatunek pająka z rodziny ptasznikowatych. Jedyny z monotypowego rodzaju akwapanela (Aguapanela). Zamieszkuje andyjskie lasy mgliste na terenie Kolumbii.

## Taksonomia
Gatunek ten opisany został po raz pierwszy w 2015 roku przez Carlosa Perafána, Yeimy Cifuentes i Sebastiana Estradę-Gomeza. Jako miejsce typowe wskazano Parque Ecológico Piedras Blancas w kolumbijskim departamencie Antioquia. Nazwa rodzajowa pochodzi od tradycyjnego, przypominającego słodką herbatę napoju aguapanela, spożywanego w północnych Andach. Epitet gatunkowy arvi jest rzeczownikiem oznaczającym miejsce bogate w zasoby naturalne w języku Indian zamieszkujących tereny, na których odłowiono holotyp.

## Morfologia
Pająk ubarwiony czarno, u samca z odcieniem grantowym, na odnóżach i opistosomie (odwłoku) zaopatrzony w długie, rude szczecinki, po bokach odwłoka samic obfitsze niż u samców. U holotypowego samca długość ciała wynosiła 30,2 mm przy karapaksie długości 13,8 mm i szerokości 13,5 mm. U allotypowej samicy długość ciała wynosiła 33 mm przy karapaksie długości 13,4 mm i szerokości 12,8 mm. Część głowowa karapaksu jest słabo wyniesiona. Oczy pary przednio-bocznej leżą bardziej z przodu niż przednio-środkowej, a pary tylno-środkowej bardziej z przodu niż tylno-bocznej. Jamki karapaksu są głębokie, poprzeczne i proste. Warga dolna jest trapezowata, a szczęki niemal prostokątne. Liczba kuspuli na wardze dolnej jest zredukowana – u holotypowego samca jest ich osiem, a u samicy zaledwie dwie. Sternum ma trzy pary owalnych sigilli, z których przednia jest najmniejsza, a tylna największa. Charakterystyczna dla rodzaju jest obecność szczecinek strydulacyjnych na biodrach, krętarzach i udach pierwszej i drugiej pary odnóży. U samca brak jest apofiz (haków) goleniowych na pierwszej parze odnóży. Stopy par od pierwszej do trzeciej mają szerokie i pełne skopule, te pary ostatniej mają skopule podzielone. Brak jest skopuli na nadstopiach ostatniej pary nóg. Opistosoma ma łatę z ciemnych szczecinek (włosków) parzących. Składają się na nią położone środkowo szczecinki parzące typu IV, położone peryferyjnie szczecinki parzące typu III oraz szczecinki budową pośrednie między tymi typami.
Nogogłaszczki samca mają dwupłatowe cymbium, niemal walcowaty bulbus ze słabiej niż u większości przedstawicieli podrodziny rozciągniętym subtegulum oraz długi, zakrzywiony, od spodu wklęśnięty embolus z rozwiniętymi na krawędzi grzbietowej kilami prolateralnymi górnym i dolnym bardzo spłaszczonymi, a tym ostatnim ponadto przedwierzchołkowo ściętym. Genitalia samicy mają parę wydłużonych, palcowatych, w odsiebnych częściach szerokich i zaokrąglonych zbiorników nasiennych o ziarenkowanej powierzchni, przyczepionych do szerokiej, półkolistej, błoniastej podstawy.

## Ekologia i występowanie
Gatunek neotropikalny, jak dotąd znany wyłącznie z Kolumbii, z wchodzących w skład Medellín koregimentów Santa Elena i San Cristóbal. Podawany z rzędnych od 2100 do 2400 m n.p.m. Zamieszkuje wysokogórskie andyjskie lasy mgliste, pojawiając się jednak także na przyległych terenach podmiejskich. Aktywne dorosłe samce spotykano w marcu, lipcu i październiku.
Pająk ten przejawia typową dla ptaszników pozycję obronną z uniesionym do góry karapaksem i dwoma pierwszymi parami odnóży oraz wyeksponowanymi, rozwartymi pazurami jadowymi, z których sączą się krople jadu.